# ماساشی ابینوما
ماساشی ابینوما (انگلیسی: Masashi Ebinuma؛ زادهٔ ۱۵ فوریهٔ ۱۹۹۰) یک جودوکار اهل ژاپن است. او در المپیک ریو مدال برنز گرفت.